# Itch.io
Itch.io (stilizat ca itch.io) este un site web pentru utilizatori pentru a găzdui, vinde și descărca jocuri indie. Lansat în martie 2013 de Leaf Corcoran, serviciul găzduiește peste 400.000 de jocuri și articole începând cu august 2021.
De asemenea, Itch.io permite utilizatorilor să găzduiască un Game jam⁠(d), evenimente în care participanții au timp limitat (de obicei 1-3 zile) pentru a crea un joc. Game Off și ''Game Maker's Toolkit'' Game Jam au fost găzduite pe Itch.io.
Datorită cantității de libertate pe care dezvoltatorii o au pe itch.io, este considerată în general o modalitate bună pentru noii dezvoltatori de jocuri de a exersa crearea de jocuri și de a începe să câștige bani din jocurile lor. Jocurile Itch.io sunt, de asemenea, văzute ca o modalitate pentru noii dezvoltatori de jocuri de a obține publicitate și de a-și îmbunătăți abilitățile de dezvoltare a jocurilor.

## Istorie
Pe 3 martie 2013, Leaf Corcoran a postat o intrare pe blog pe site-ul leafo.net în care detaliază despre ce va fi viitorul site web, cu un model de plătiți-ce-ați-vrea. Într-un interviu Rock, Paper, Shotgun⁠(d), Corcoran a spus că ideea inițială nu a fost un magazin, ci un loc pentru „crearea unei pagini de start personalizată cu jocuri”. O inspirație timpurie a fost Bandcamp⁠(d), un site de autopublicare pentru muzicieni, iar numele itch.io provine dintr-un domeniu de rezervă pe care Corcoran îl achiziționase cu câțiva ani în urmă.
În iunie 2015, serviciul a găzduit peste 15.000 de jocuri și programe.
În decembrie 2015, serviciul a anunțat lansarea unei aplicații desktop open-source pentru instalarea de jocuri și alt conținut, precum și pentru menținerea actualizării automate a jocurilor și a conținutului existent. A fost lansat cu suport simultan pentru Windows, macOS și Linux.
Până în februarie 2017, itch.io avea cinci milioane de descărcări.
În sprijinul protestelor George Floyd, Itch.io a organizat Bundle for Racial Justice and Equality în iunie 2020. S-a lansat inițial cu peste 700 de jocuri, dar deoarece dezvoltatorii suplimentari s-au oferit să contribuie, a crescut la peste 1500. În 11 zile, pachetul a strâns 8,1 milioane de dolari pentru Fondul NAACP pentru apărare juridică și educație și Fondul pentru cauțiune comunitară. 
Pe 22 aprilie 2021, Itch.io a fost disponibil ca aplicație în Epic Games Store.
În iunie 2021, Itch.io a lansat un pachet pentru Ajutorul Palestinian, din care toate veniturile vor merge către Agenția Națiunilor Unite pentru Ajutorare și Lucrări pentru a ajuta civilii din Fâșia Gaza în urma crizei Israel-Palestina din 2021. A inclus 1.272 de articole și a strâns peste 899.000 de dolari.

## Venituri
Dezvoltatorul poate încasa bani pentru jocurile pe care le lansează pe platformă, iar în mai 2015, Itch.io a plătit dezvoltatorilor 51.489 de dolari. În mod implicit, site-ul ia 10% din fiecare vânzare, dar dezvoltatorul poate alege câți bani va primi site-ul per achiziție. Dezvoltatorul poate seta cel mai mic preț pentru joc (inclusiv gratuit), iar clientul poate plăti peste această sumă minimă dacă îi place jocul pe care îl achiziționează.